# Aldemaro di Capua
Aldemaro di Capua (o Aldemario), detto il Saggio (Capua, 985 – Bucchianico, 24 marzo 1070) è stato un religioso benedettino dell'abbazia di Montecassino, quindi abate di San Lorenzo in Capua, fondatore e riformatore di numerosi cenobi nell'Italia centro-meridionale; è venerato come santo dalla Chiesa cattolica che ne celebra la memoria liturgica il 24 marzo.

## Biografia
Nacque a Capua attorno al 985 da una famiglia modesta: adolescente, entrò come novizio tra i benedettini dell'abbazia di Montecassino, dove completò la sua formazione e prese i voti. Si guadagnò la fama di buon amministratore, tanto che la principessa longobarda di Capua lo richiese all'abate di Montecassino come Rettore del monastero di San Lorenzo, da lei fondato e dotato di un cospicuo patrimonio fondiario.

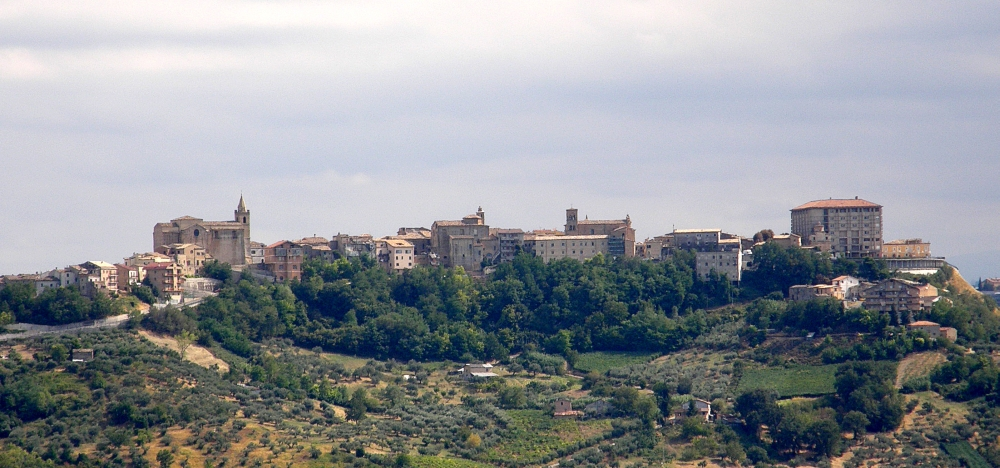
Bucchianico, sulla sinistra la chiesa di Santa Maria e Sant'Urbano

Qualche anno dopo, l'abate Aligerne di Montecassino gli affidò l'incarico di dirimere le controversie tra i monasteri della congregazione, i loro patroni ed i vescovi delle diocesi in cui erano inseriti: fu inviato prima a Bojano, poi all'abbazia di San Liberatore a Maiella, dipendente da Montecassino ma la cui giurisdizione era rivendicata sia dal vescovo di Chieti che dall'abbazia di San Clemente a Casauria. Riuscì a risollevare le sorti di San Liberatore, che divenne vivaio per i futuri abati cassinesi (Enrico II nel 1020 tentò di imporre come abate di Montecassino Teobaldo di San Liberatore).
Attorno al 989, il nobile Tresidio, fondatore e signore del castello di Bucchianico, istituì nelle sue terre il monastero di Santa Maria Maggiore e Sant'Urbano, dipendente da Montecassino, per riorganizzare il patrimonio fondiario nei suoi domini: verso il 1034 Aldemaro venne scelto come priore e rimase a capo del cenobio fino alla morte, nel 1070.

## Il culto
Venne sepolto nella chiesa di Sant'Urbano di Bucchianico: la sua tomba venne profanata ed i suoi resti dispersi nel 1799, durante l'invasione francese: le sue reliquie vennero recuperate e sistemate nell'altare a lui dedicato nella chiesa dov'era sepolto.
Il suo culto si affermò in Bucchianico già in epoca normanna, soprattutto per sottolineare la nobiltà della fondazione della città e in funzione autonomista, per rivendicare l'esenzione del paese dalla diocesi di Chieti.
Viene invocato come protettore contro la grandine.
La Memoria liturgica viene celebrata il 24 marzo, anche se a Bucchianico viene ricordato il 6 ottobre.